# Dirrã (massa)
Dirrã, dirém, direme ou dirame (em árabe: درهم; romaniz.: Dirham, de em grego: δραχμή; romaniz.: drachma) é uma unidade de medida de massa do mundo islâmico. Seu nome deriva do termo grego dracma e foi equivalente ao dracma otomano. Os relatos sobre o peso do dirrã são contraditórios e sua relação com as demais unidades de medida árabes em diferentes partes e momentos do mundo islâmico é difícil de precisar. Tradicionalmente o dirrã cail (dirham kayl) ou xari (shari) pesava de 50 a 60 xairas (sha'ira) ou habas (habba) de tamanho médio e foi dividido hipoteticamente em 6 danaques (danak), este último calculado entre 8 e 10 xairas. Oficialmente muitos Estados muçulmanos adotaram o sistema métrico internacional, mas o dirrã e outras unidades tradicionais ainda continuam irregularmente em uso. Hoje, no Egito, o dirrã foi definido como 3,12 gramas.